# Harlingen (Texas)
Pour les articles homonymes, voir Harlingen.
Harlingen est une ville du Texas, dans le comté de Cameron aux États-Unis.
Le triple champion olympique de sprint Bobby Joe Morrow (1935-2020) y est né.